# Down on the Corner
«Down on the Corner» es una canción del grupo estadounidense Creedence Clearwater Revival. Es de su cuarto álbum Willy and the Poor Boys. La canción llegó al n.º 3 en Billboard Hot 100 el 20 de diciembre de 1969.

## Contenido
La canción narra la historia de la banda ficticia Willy and the Poor Boys, y cómo tocan en las esquinas para animar a la gente y pedir monedas de cinco centavos (equivalente a $ 0.35 en 2019).
John Fogerty explicó cómo se derivaron las letras de las canciones.
“Me inspiré un poco al ver un anuncio en el periódico”, dice. “Era un anuncio de Disney que decía en letras grandes 'Winnie the Pooh'. Algo en mi cerebro decía "Winnie the Pooh y los Pooh Boys". Obviamente, eso estuvo cerca de "Willy and the Poor Boys". Cuando comencé a desarrollar esta idea, se convirtió en música de esa extraña manera mística, casi incontrolable, la música llega a los compositores. Winnie the Pooh sigue siendo mi personaje favorito que he compartido con mi hija Kelsy desde el día en que nació, aunque está dejando de serlo. Pero no lo soy ". La canción hace referencia a una armónica, una tabla de lavar, un kazoo, una guitarra Kalamazoo y un bajo. En una aparición en 1969 en Cass Elliott Variety Hour, la banda interpretó la canción como Willy and the Poor Boys. Stu Cook tocó un bajo, Doug Clifford la tabla de lavar y Tom Fogerty el Kalamazoo, que imitaba la apariencia de la banda tal como aparecen en la portada del álbum.
Billboard describió el sencillo como "un ritmo de calipso infeccioso".